# Celso Bugallo Aguiar
Celso Bugallo Aguiar (Lagarei-Vilalonga-Sanxenxo, Pontevedra, 1947) és un actor gallec. La seva marxa en el món de la interpretació comença en els anys 70.

## Biografia
Bugallo es va iniciar en el món de l'actuació en Logronyo, on va viure sis anys durant la seva joventut i va ser membre dels grups independents Lope de Rueda i Adefesio Teatro Estudio de Ricardo Romanos, a més de fundar i dirigir el JUBY (Juventud Unida del Barrio de Yagüe), on residia, i que va guanyar en 1976 el Premi Nacional de Comèdies de Teatre amb El retablo del flautista, de Jordi Teixidor i Martínez.
Convertit en un dels millors actors teatrals de l'escena nacional, Bugallo no va debutar al cinema fins als 52 anys a les ordres de José Luis Cuerda a La lengua de las mariposas. Des de llavors es revela com un dels secundaris més reeixits del cinema nacional gràcies a títols com Los lunes al sol, de Fernando León de Aranoa, i La vida que te espera, de Manuel Gutiérrez Aragón.
És una de les cares més familiars en les sèries i pel·lícules gallegues recents, encara que a nivell nacional, el reconeixement li arriba de la mà d'Alejandro Amenábar, amb el seu paper de germà de Ramón Sampedro a Mar adentro, interpretació que li va valer un Goya al millor actor secundari i el premi de la Unión de Actores y Actrices.
Un altre gran paper al cinema li arriba amb la pel·lícula La noche de los girasoles (2006), com Amadeo, el caporal de la Guàrdia Civil d'un llogaret de Castella i Lleó, on la seva interpretació és molt notable: personifica un caimà experimentat en l'ofici, impregnat d'humanitat i finesa, i tria no complir amb el seu deure per amor a la seva filla.
Entre els seus treballs més recents destaquen 53 días de invierno (2006), Pudor (2007) i Agallas (2009). Així com en papers protagonistes a Cenizas del cielo (2008) i Amador (2010), la seva segona col·laboració amb Fernando León de Aranoa.
Té una llarga experiència en el teatre i és fundador de les companyies teatrals Olimpo y Zanahoria T.E., a més d'haver pertangut a altres companyies gallegues i logronyeses. Duu a terme diversos muntatges a Galícia entre 1988 i 1992. El 1995 funda l'Aula de Formació d'Actors de Pontevedra, exclusivament dedicada a la formació d'actors sobre la base de les teories de Stanislavsky i dirigeix multitud de muntatges, la majoria representats en gallec. També ha treballat a televisió, on s'ha fet ressò per la seva participació a la sèrie Fariña com a pare de Sito Miñanco.

## Filmografia
- El Bosque del Consuelo (2019), d'Ethel Jagolkowski Kfir.
- La playa de los ahogados (2015), de Gerardo Herrero.
- Palmeras en la nieve (2015), de Fernando González Molina.
- O Apóstolo (2012), de Fernando Cortizo.
- Amador (2010), de Fernando León de Aranoa.
- Crebinsky (2010), d'Enrique Otero.
- La isla interior (2009), de Dunia Ayaso i Félix Sabroso.
- Agallas (2009), d'Andrés Luque i Samuel Martín Mateos.
- Cenizas del cielo (2008), de José Antonio Quirós.
- Pudor (2007), de David Ulloa i Tristán Ulloa.
- Los Totenwackers (2007), d'Ibón Cormenzana.
- Los sultanes del Sur (2006), de Alejandro Lozano.
- 53 días de invierno (2006), de Judith Colell.
- La noche de los girasoles (2006), de Jorge Sánchez-Cabezudo.
- Salvador (Puig Antich) (2006), de Manuel Huerga.
- Para que no me olvides (2005), de Patricia Ferreira.
- Mar adentro (2004), d'Alejandro Amenábar.
- La vida que te espera (2004), de Manuel Gutiérrez Aragón.
- Na terceira hora (2004), de Xacobe Vidal.
- El lápiz del carpintero (2003), dpAntón Reixa.
- Lentura (2003), de Manuel Iglesias Nanin.
- Los lunes al sol (2002), de Fernando León de Aranoa.
- Lena (2001), de Gonzalo Tapia.
- La lengua de las mariposas (1999), de José Luis Cuerda.

## Televisió
- Fariña (2018), d'Antena 3
- El Incidente (2017), d'Antena 3
- Los hombres de Paco (2010), d'Antena 3.
- Chapapote... o no (2006) (TV Movie), de Ferran Llagostera.
- Omar Martínez (2006) (TV Movie), de Pau Martínez.
- Secuestrados en Georgia (2003) (TV Movie), de Gustavo Balza.
- Entre bateas (2002) (TV Movie), de Jorge Coira.
- Fíos (2001), de TVG.
- Galicia Express (2001), de TVG.
- Terra de Miranda (2001), de TVG.
- Periodistas (2000), de Telecinco.
- Rias Baixas (2000), de TVG.
- Mareas vivas (1998), de TVG.

## Premis i nominacions
- 2002
  - Guanyador del Premi revelació Chano Piñeiro per Los lunes al sol.
  - Guanyador del Premi Mestre Mateo 2002 al Millor actor de repartiment per Los lunes al sol.
- 2004
  - Nominat al Premi Mestre Mateo 2004 al Millor actor de repartiment per La vida que te espera.
- 2005
  - Guanyador del Premi Goya al millor actor secundari per Mar adentro.
  - Guanyador del Premi Unión de Actores al millor actor secundari de cinema per Mar adentro.
  - Guanyador del Premi Honorífic Pedigree del Festival de Cans.[5]
  - Nominat al Premi de l'Associació de Cronistes de l'Espectacle de Nova York (ACE) al Millor actor de repartiment per Mar adentro.
  - Nominat a la Medalla del Cercle d'Escriptors Cinematogràfics al millor actor secundari per Mar adentro.
- 2007
  - Nominat a la Medalla del Cercle d'Escriptors Cinematogràfics al millor actor secundari per La noche de los girasoles.
- 2009
  - Nominat al Premi Ciutat de Pontevedra per la seva labor a favor de Pontevedra.
  - Nominat al Premi Mestre Mateo 2009 al Millor actor de repartiment per Agallas.
- 2010
  - Nominat a la Medalla del Cercle d'Escriptors Cinematogràfics al millor actor secundari per Amador.
- 2011
  - Guanyador del Premi del jurat al millor actor al Festival de Cans per El grifo.
  - Guanyador del Premi Luna de Islantilla al millor actor a l'Islantilla Cinefórum per El grifo.
- 2020
  - Guanyador del Premi al millor actor al MADRIFF • Madrid Indie Film Festival per El Bosque del Consuelo.